# 페이야이세트
페이야이세트(핀란드어: Peijaiset)란 핀란드어로 큰 사냥감(불곰이나 말코손바닥사슴)을 사냥한 뒤 그것을 기념하는 것을 말한다. 의미가 확장되어 무엇이든지 큰 일을 마무리지었을 때 "페이야이세트"했다고 한다.
특히 불곰(karhu)을 잡았을 때의 페이야이세트를 카르훈페이야이세트(Karhunpeijaiset)라고 한다. 옛날 핀란드 신화에서 불곰은 가장 성스러운 영수로 여겨졌으며, 불곰은 절대 "사냥"하는 것이 아니라 그저 "쓰러뜨렸다"고 표현했다. 그래서 쓰러진 신령한 짐승을 달래기 위해 성대하게 의식을 벌였다. 전통이 조금이나마 잘 남아 있는 동부지역에서는 곰을 위해 곡을 하기도 한다. 곰고기는 먹어서는 안 되며, 식인과 같은 것으로 여겨진다. 설령 먹을 경우에도 그것을 곰고기가 아니라 사슴고기 따위의 다른 짐승의 고기로 취급한다. 불곰의 머리통을 나무나 장대 위에 걸어놓으면 부육을 먹는 분해자들이 와서 뜯어먹고 두개골만 남는데, 이 해골바가지를 신성시한다. 페이야이세트란 본래 이런 의식을 가리키는 말이었다가, 기독교가 전해지고 전통이 흐려지면서 오늘날과 같은 용법으로 변하게 되었다.
불곰 서식지에 사는 다른 민족들에게서도 비슷한 불곰숭배 풍습이 발견된다(예: 아이누인의 이요만테).

## 같이 보기
- 이요만테
- 바카제